# Берестове (Київ)
Берестове (також Берестів) — історична місцевість Києва, давнє княже село. За часів Русі було розташоване за межами міста Володимира, але зараз це центр міста: тут розташований парк Вічної Слави і верхня частина Києво-Печерської лаври, між Липками, Кловом, Звіринцем і Дніпровими схилами.
Назва — від дерев породи берест. За версією Ірини Желєзняк, назва походить від імені першого поселенця або власника[джерело?].

## Історія

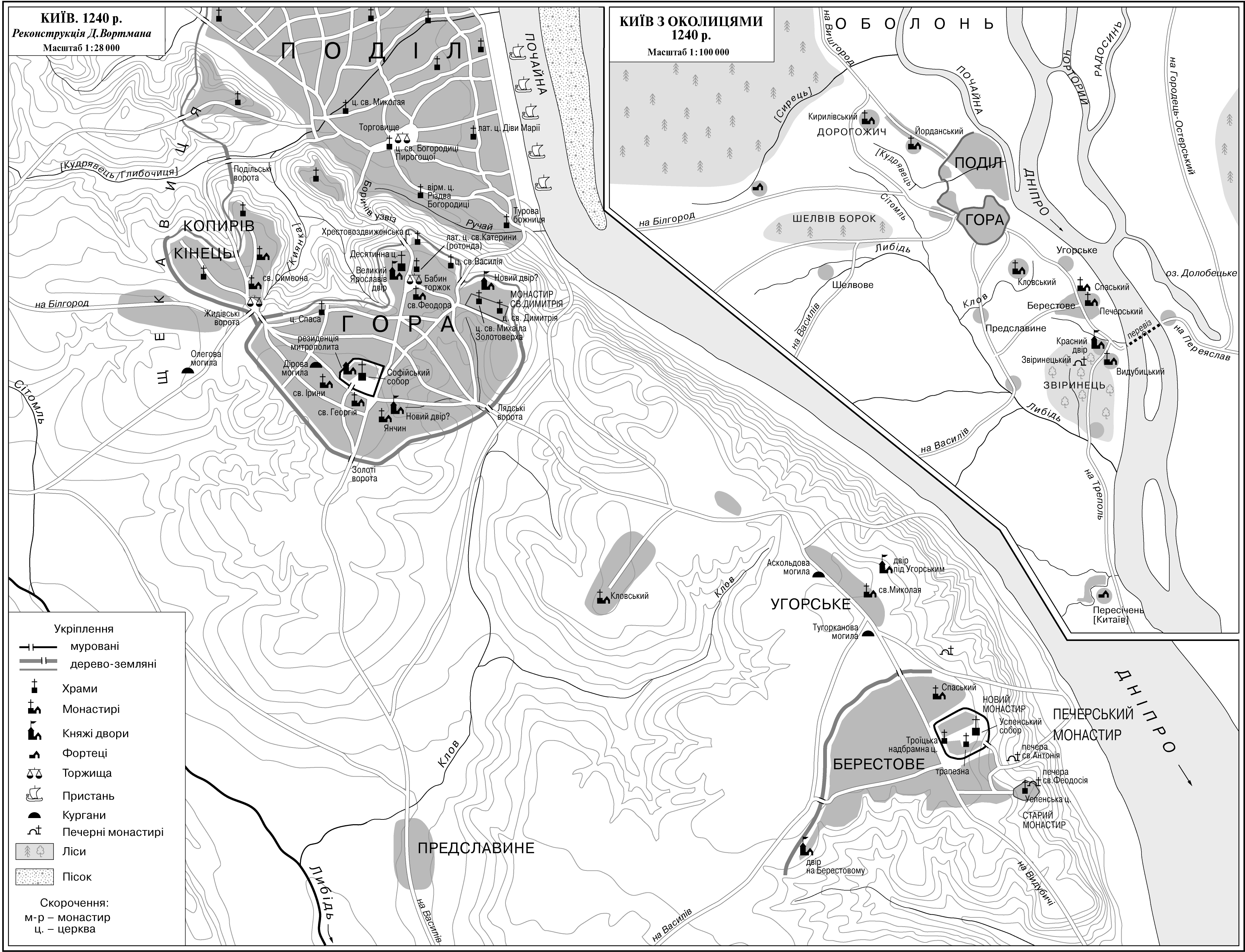
Берестове та інші частини Стародавнього Києва, реконструкція на 1240 рік.

Берестове як поселення згадується у літописі за 980, 1015, 1051, 1073, 1096 (двічі), 1151 роки).
В Берестові містився заміський палац великого князя київського Володимира Святославовича, який тут і помер.
Про палац згадують у літописах X — XII ст., зокрема Нестор-літописець. Палац був мурований двоповерховий, оточений дворами князівської челяді. Неодноразово згадувані у літопису «сіни» — галереї — з'єднували окремі будівлі у комплекси хоромів, являючи собою характерну частину князівського житла.
У наступні роки в Берестові мешкали київські князі Ярослав Мудрий, Святослав Ярославич, Всеволод Ярославич і Володимир Мономах. Тут затверджували державні акти, приймали іноземних послів.
У 1072 споруджено церкву Спаса на Берестові, яка з перебудовами збереглася до нашого часу (в ній поховано київ. князя Юрія Долгорукого) (церква загадана у літописі за 1072, 1115, 1158, 1173, 1184 роки). 
У 1096 князівський палац спалили половці хана Боняка. 1113 року його було відбудовано (але до наших часів палац не зберігся).